# U-68
El submarí alemany U-68 va ser un submarí tipus IXC de la Kriegsmarine de l'Alemanya nazi durant la Segona Guerra Mundial. Es va posar la quilla el 20 d'abril de 1940 a les drassanes DeSchiMAG AG Weser de Bremen com a número 987, avarat el 22 d'octubre i posat en servei l'1 de gener de 1941 sota el comandament del Korvettenkapitän Karl-Friedrich Merten com a part de la 2a Flotilla de submarins.
L'U-68 va realitzar deu patrulles de combat, enfonsant 32 vaixells mercants, per un total de 197.453 tones brutes de registre (TRB); també va enfonsar un vaixell de guerra auxiliar de 545 GRT. Era membre d'una llopada.
El 10 d'abril de 1944, durant la seva desena patrulla, va ser enfonsat al nord-oest de Madeira per avions nord-americans del portaavions d'escorta Guadalcanal.

## Disseny
Els submarins alemanys tipus IXC eren lleugerament més grans que els tipus IXB originals. L'U-68 tenia un desplaçament de 1.120 tones (1.100 tones llargues) quan estava a la superfície i 1.232 tones (1.213 tones llargues) mentre estava submergit. L'U-boat tenia una longitud total de 76,76 m, una longitud del casc a pressió de 58,75 m, una manega de 6,76 m, una alçada de 9,60 m i un calat de 4,70 m. El submarí estava propulsat per dos motors dièsel de nou cilindres i quatre temps MAN M 9 V 40/46 produint un total de 4.400 cavalls de potència (3.240 kW; 4.340 shp) per utilitzar-los a la superfície, dos motors elèctrics de doble efecte Siemens-Schuckert 2 GU 345/34 que produeixen un total de 1.000 cavalls de força (740 kW; 990 shp) submergit. Tenia dos eixos i dues hèlixs d'1,92 m. El vaixell era capaç d'operar a profunditats de fins a 230 metres.
El submarí tenia una velocitat màxima en superfície de 18,3 nusos (33,9 km/h; 21,1 mph) i una velocitat màxima submergida de 7,3 nusos (13,5 km/h; 8,4 mph) Quan està submergit, el vaixell podia operar durant 63 milles nàutiques (117 km; 72 milles) a 4 nusos (7,4 km/h; 4,6 mph); quan va sortir a la superfície, podia viatjar 13.450 milles nàutiques (24.910 km; 15.480 milles) a 10 nusos (19 km/h; 12 mph). L'U-68 estava equipat amb sis tubs de torpedes de 53,3 cm (21 polzades) (quatre muntats a la proa i dos a la popa), 22 torpedes, un canó naval SK C/32 de 10,5 cm amb 180 projectils i un SK C/30 de 3,7 cm així com un canó antiaeri C/30 de 2 cm. El vaixell tenia un rol de quaranta-vuit homes.

## Historial de serveis

### Primera patrulla
L'U-68 va salpar de Kiel el 30 de juny de 1941 cap a l'oceà Atlàntic per la bretxa entre Islàndia i les illes Fèroe. Va ser atacada sense èxit amb 24 càrregues de profunditat per la corbeta britànica HMS Rhododendron al nord-oest del cap Finisterre a Espanya. Va atracar a la seva nova base a Lorient, a la costa atlàntica francesa, l'1 d'agost. S'hi establiria durant la resta de la seva carrera.

### Segona patrulla
En direcció a l'Atlàntic sud, el vaixell va trobar Silverbelle al sud-oest de les illes Canàries i el va enfonsar el 22 de setembre de 1941. El 28 de setembre va participar en una acció a la badia de Tarrafal, illes de Cap Verd, però va sortir il·lès. El mes següent va enfonsar el RFA Darkdale mentre el vaixell estava fondejat a Jamestown (Santa Helena) el 22 d'octubre. La seva tercera víctima, el Hazelside, va ser destruïda el dia 28, a 600 nmi (1.100 km; 690 milles) al sud-est de Santa Helena. L'U-68 també va enfonsar el Bradford City a l'oest del sud-oest d'Àfrica (ara Namíbia) l'1 de novembre. L'U-boot va xocar amb el vaixell afectat mentre es submergia sota ella. La proa del submarí estava doblegada.
No obstant això, el submarí va tornar a Lorient el 25 de desembre.

### Tercera patrulla
La tercera sortida de l'U-68 també es va dur a terme a la costa oest d'Àfrica. Va enfonsar l'Helenus el 3 de març de 1942 a 200 milles nàutiques (370 km; 230 milles) al sud de Freetown a Sierra Leone, seguit del Baluchstan el dia 8. La tripulació del vaixell es va mantenir ocupada, enfonsant el Baron Newlands el 16 i l'Ile de Batz el 17; tots els vaixells van trobar el seu final a les proximitats de Libèria.
També va enfonsar el Scottish Prince a uns 330 km (210 milles) a l'oest de Takoradi a Costa d'Or i l'Allende, tots dos el dia 17.
L'U-68 havia tornat cap a casa quan va enfonsar el Muncaster Castle amb dos torpedes al sud-oest de Monròvia. Els alemanys van veure més de deu bots salvavides; hi va haver 329 supervivents.

### Quarta patrulla
Per a la seva quarta patrulla, l'U-68 es va traslladar al mar Carib, sortint de Lorient el 14 de maig de 1942. La nit del 5 de juny va enfonsar el MV CO Stillman, que a 13.006 GRT era llavors el petrolier més gran del món.
La nit del 10 de juny, al nord-est del canal de Panamà, va torpedejar el vaixell de càrrega britànic Surrey de 8.581 GRT. 5.000 tones de dinamita a la càrrega van detonar després que el vaixell s'enfonsés. L'ona de xoc va aixecar l'U-boat fora de l'aigua com si hagués estat colpejada ella mateixa; tant els motors dièsel com el girocompàs estaven desactivats.
Una altra víctima va ser el Port Montreal. Va ser enfonsada amb el que Merten va anotar al diari de guerra del vaixell com un afortunat [torpede].
En total, l'U-68 va enfonsar set vaixells durant aquesta patrulla abans de tornar a Lorient el 10 de juliol.

### Cinquena patrulla
El submarí va sortir de Lorient en la seva cinquena patrulla el 20 d'agost de 1942. No tornaria a veure la seva base fins al desembre. Als 109 dies, aquesta havia de ser la seva sortida més llarga i amb més èxit. Dirigint-se una vegada més a l'Atlàntic Sud, va atacar i enfonsar el Trevilley al nord-est de l'illa Ascension el 12 de setembre. El comandant i l'oficial en cap van ser fets presoners.
Va viatjar més al sud, enfonsant vaixells com el Gasterkerk el 8 d'octubre i el Sarthe el mateix dia, tots dos a la zona del cap de Bona Esperança. També va eliminar el Belgian Fighter el 9.
Va tornar a casa el 16 d'octubre, va enfonsar la City of Cairo el 6 de novembre. L'U-68 va tornar un mes després a Lorient el 6 de desembre.

### Sisena patrulla
La sisena patrulla del vaixell durant la primera meitat de 1943 va ser de nou al nord d'Amèrica del Sud. Després d'haver enfonsat dos vaixells, va ser atacat per un hidroavió Mariner nord-americà el 2 d'abril; els danys van ser lleugers.

### Setena i vuitena patrulles
L'U-68 va ser atacat per un dels quatre De Havilland Mosquitos britànics a la vora occidental del golf de Biscaia el 14 de juny de 1943. Un home va morir i tres van resultar ferits.
La patrulla número vuit va ser relativament tranquil·la.

### Novena patrulla
El vaixell va tornar al seu terreny de caça més reeixit: l'Atlàntic Sud. En una altra patrulla mamut (107 dies), va enfonsar quatre vaixells més.
Un d'ells, el petroler noruec Litiopa, va fer disparar contra ell nombrosos torpedes i rondes des del canó de coberta, però es va negar obstinadament a sucumbir. Després d'haver-se trobat inicialment a la nit del 21 d'octubre de 1943, no va ser fins l'endemà que es va enfonsar.
L'únic escorta del Litiopa va ser el vaixell d'arrossegament de mines HMS Orfasy. Va ser enfonsada amb relativa facilitat el 21 d'octubre abans de l'atac al petrolier.
Els altres dos vaixells van ser el New Columbia, (enfonsat al sud-oest de Bingerville, Costa d'Ivori) el 31 d'octubre i el francès Fort de Vaux el 30 de novembre. Aquest últim vaixell va arribar a la seva fi després que s'haguessin utilitzat senyals de radar "Afrodita" per atreure els vaixells d'escorta.
La ruta d'entrada de l'U-68 la va portar a prop de la costa nord-oest espanyola. Va atracar a Lorient el 23 de desembre de 1943.

### Desena patrulla i pèrdua
El vaixell va sortir de Lorient per última vegada el 22 de març de 1944. El 10 d'abril va ser enfonsat a la posició 33°24′N 18°59′W, al nord-oest de l'illa portuguesa de Madeira, amb càrregues de profunditat i coets dels avions Grumman Avenger i Grumman Wildcat del portaavions d' escorta dels Estats Units Guadalcanal. Van morir 56 homes; hi havia un supervivent, que era el vigilant a la part superior esquerra quan el submarí es va enfonsar per intentar evitar l'atac.

## Llopades
L'U-68 va participar en una llopada:
- Eisbär (25 d'agost - 1 de setembre de 1942)

Els tonatges dels vaixells mercants estan en tones de registre bruts. Els vaixells militars estan llistats per tones de desplaçament .

## Comandants
- K.Kapt. Karl-Friedrich Merten  - 11 de febrer de 1941 – 21 de gener de 1943
- Oblt.z.S. Albert Lauzemis - 21 de gener – 16 de juny de 1943
- Oblt.z.S. Ekkehard Scherraus - 14 de juny – juliol de 1943
- Oblt.z.S. Gerhard Seehausen - juliol – 29 de juliol de 1943
- Oblt.z.S. Albert Lauzemis - 30 de juliol de 1943 – 10 d'abril de 1944

## Sumari de l'historial de missions
| Data                   | Capità                 | Vaixell                 | Nacionalitat                     | Tonatge                          | Destí    |
| ---------------------- | ---------------------- | ----------------------- | -------------------------------- | -------------------------------- | -------- |
| 22 de setembre de 1941 | K.Kapt. Merten         | Silverbelle             | Regne Unit                       | 5,302                            | Enfonsat |
| 22 d'octubre de 1941   | K.Kapt. Merten         | Darkdale                | Regne Unit                       | 8,145                            | Enfonsat |
| 28 d'octubre de 1941   | K.Kapt. Merten         | Hazelside               | Regne Unit                       | 5,297                            | Enfonsat |
| 1 de novembre de 1941  | K.Kapt. Merten         | Bradford City           | Regne Unit                       | 4,953                            | Enfonsat |
| 3 de març de 1942      | K.Kapt. Merten         | Helenus                 | Regne Unit                       | 7,366                            | Enfonsat |
| 8 de març de 1942      | K.Kapt. Merten         | Baluchistan             | Regne Unit                       | 6,992                            | Enfonsat |
| 16 de març de 1942     | K.Kapt. Merten         | Baron Newlands          | Regne Unit                       | 3,386                            | Enfonsat |
| 17 de març de 1942     | K.Kapt. Merten         | Allende                 | Regne Unit                       | 5,081                            | Enfonsat |
| 17 de març de 1942     | K.Kapt. Merten         | Ile de Batz             | Regne Unit                       | 5,755                            | Enfonsat |
| 17 de març de 1942     | K.Kapt. Merten         | Scottish Prince         | Regne Unit                       | 4,917                            | Enfonsat |
| 30 de març de 1942     | K.Kapt. Merten         | Muncaster Castle        | Regne Unit                       | 5,853                            | Enfonsat |
| 5 de juny de 1942      | K.Kapt. Merten         | L.J. Drake              | Estats Units                     | 6,693                            | Enfonsat |
| 5 de juny de 1942      | K.Kapt. Merten         | MV C.O. Stillman        | Panamà                           | 13,006                           | Enfonsat |
| 10 de juny de 1942     | K.Kapt. Merten         | Ardenvohr               | Regne Unit                       | 5,025                            | Enfonsat |
| 10 de juny de 1942     | K.Kapt. Merten         | Port Montreal           | Regne Unit                       | 5,882                            | Enfonsat |
| 10 de juny de 1942     | K.Kapt. Merten         | Surrey                  | Regne Unit                       | 8,581                            | Enfonsat |
| 15 de juny de 1942     | K.Kapt. Merten         | Frimaire                | França Lliure                    | 9,242                            | Enfonsat |
| 23 de juny de 1942     | K.Kapt. Merten         | Arnaga                  | Panamà                           | 2,345                            | Enfonsat |
| 12 de setembre de 1942 | K.Kapt. Merten         | Trevilley               | Regne Unit                       | 5,296                            | Enfonsat |
| 15 de setembre de 1942 | K.Kapt. Merten         | Breedijk                | Països Baixos                    | 6,861                            | Enfonsat |
| 8 d'octubre de 1942    | K.Kapt. Merten         | Gaasterkerk             | Països Baixos                    | 8,679                            | Enfonsat |
| 8 d'octubre de 1942    | K.Kapt. Merten         | Koumoundouros           | Grècia                           | 3,598                            | Enfonsat |
| 8 d'octubre de 1942    | K.Kapt. Merten         | Sarthe                  | Regne Unit                       | 5,271                            | Enfonsat |
| 8 d'octubre de 1942    | K.Kapt. Merten         | Swiftsure               | Estats Units                     | 8,207                            | Enfonsat |
| 9 d'octubre de 1942    | K.Kapt. Merten         | Belgian Fighter         | Bèlgica                          | 5,403                            | Enfonsat |
| 9 d'octubre de 1942    | K.Kapt. Merten         | Examelia                | Estats Units                     | 4,981                            | Enfonsat |
| 6 de novembre de 1942  | K.Kapt. Merten         | SS City of Cairo        | Regne Unit                       | 8,034                            | Enfonsat |
| 13 de març de 1943     | Oblt.z.S. Lauzemis     | Ceres                   | Països Baixos                    | 2,680                            | Enfonsat |
| 13 de març de 1943     | Oblt.z.S. Lauzemis     | Cities Service Missouri | Estats Units                     | 7,506                            | Enfonsat |
| 21 d'octubre de 1943   | Oblt.z.S. Lauzemis     | HMT Orfasy              | Royal Navy                       | 545                              | Enfonsat |
| 22 d'octubre de 1943   | Oblt.z.S. Lauzemis     | Litiopa                 | Noruega                          | 5,356                            | Enfonsat |
| 31 d'octubre de 1943   | Oblt.z.S. Lauzemis     | New Columbia            | Regne Unit                       | 6,574                            | Enfonsat |
| 30 de novembre de 1943 | Oblt.z.S. Lauzemis     | Fort de Vaux            | França Lliure                    | 5,186                            | Enfonsat |
| Suma total de tonatge: | Suma total de tonatge: | Suma total de tonatge:  | 197,998 Tones brutes registrades | 197,998 Tones brutes registrades |          |